# 胀萼芝麻菜
胀萼芝麻菜是十字花科芝麻菜属一年生草本植物，原产西班牙、摩洛哥、阿尔及利亚。许多学者将芝麻菜作为本种的亚种，但二者在萼片宿存/早落、角果喙的长短、株型等形态方面有显著差异，且存在不完全生殖隔离，故二者是不同的物种。种加词意思是像膀胱的，指本种萼片果期膨大。